# ジャン・ウリ
ジャン・ウリ（Jean Oury、1924年3月5日 - 2014年5月15日）は、フランスの精神科医。

## 経歴
1924年、パリ15区生まれ。精神科医を志し、教師で新たな教育運動フレネ教育にかかわっていた兄のフェルナン・ウリを通じてフェリックス・ガタリと知り合う。この出会いにより、ガタリを精神医学の道に導いた。1947年、スペインのフランコ政権による弾圧を逃れてフランスに亡命してきた医師・フランソワ・トスケルにより、「制度による精神療法」と呼ばれる療法がおこなわれていたサン・タルバン病院でインターンになる。
1953年、ロワールに、ラ・ボルド病院を開設。1957年、フェリックス・ガタリにラ・ボルド病院における管理責任を任せる。1973年、ラ・ボルドに15年勤務した医師ルネ・ビドーと共に、同じロワール・エ・シェール県にフレシヌ病院を開院。2014年にロワール・エ・シェール県クール・シュヴルニィ(Cour-Cheverny)で死去した。

## 研究内容・業績
- ロワール・エ・シェール県クール・シュベルニーのラ・ボルド病院において、フェリックス・ガタリらと、制度による精神療法という、新しい精神医療を実践した。病院内にクラブ活動等、集団的制度実践の場を設け、社会的な場の中で、関係性の中の主体性の構築を目指す療法は、ガタリの著作にもインスピレーションを与えた。

## 家族・親族
- 兄：フェルナン・ウリは教師。教育の分野で「制度による教育法」の活動に参加した。弟のジャンと共に制度による精神療法を率いたメンバーの一人でもある。